# Baktüttös megállóhely
Baktüttös megállóhely egy Zala vármegyei vasúti megállóhely Baktüttös településen, a MÁV üzemeltetésében. A belterület délkeleti szélén helyezkedik el, csak gyalogúton közelíthető meg.

## Vasútvonalak
A megállóhelyet az alábbi vasútvonalak érintik:
- Zalaegerszeg–Rédics-vasútvonal

## Kapcsolódó állomások
A megállóhelyhez az alábbi állomások vannak a legközelebb:
- Bak vasútállomás (Zalaegerszeg–Rédics-vasútvonal)
- Tófej megállóhely (Zalaegerszeg–Rédics-vasútvonal)

## Forgalom
| Járat        | Útvonal | Gyakoriság                    |
| ------------ | --- | ----------------------------- |
| személyvonat | Zalaegerszeg – Bocfölde – Sárhida – Bak – Baktüttös – Tófej – Rádiháza – Gutorfölde – Ortaháza – Csömödér-Páka – Iklódbördőce – Lentiszombathely – Lenti – Rédics | Napi 4 pár                    |
| személyvonat | Zalaegerszeg – Bocfölde – Sárhida – Bak – Baktüttös – Tófej – Rádiháza – Gutorfölde – Ortaháza – Csömödér-Páka – Iklódbördőce – Lentiszombathely – Lenti          | Nyári menetrendben napi 1 pár |